# 中央營地 (加利福尼亞州)
中央營地（英語：Central Camp）是位於美國加利福尼亞州馬德拉縣的一個非建制地區。該地的面積和人口皆未知。

## 地理
中央營地的座標為37°20′58″N 119°29′01″W / 37.34944°N 119.48361°W，而該地的平均海拔高度為1651米（即5417英尺）。